# Stadhuis Geervliet

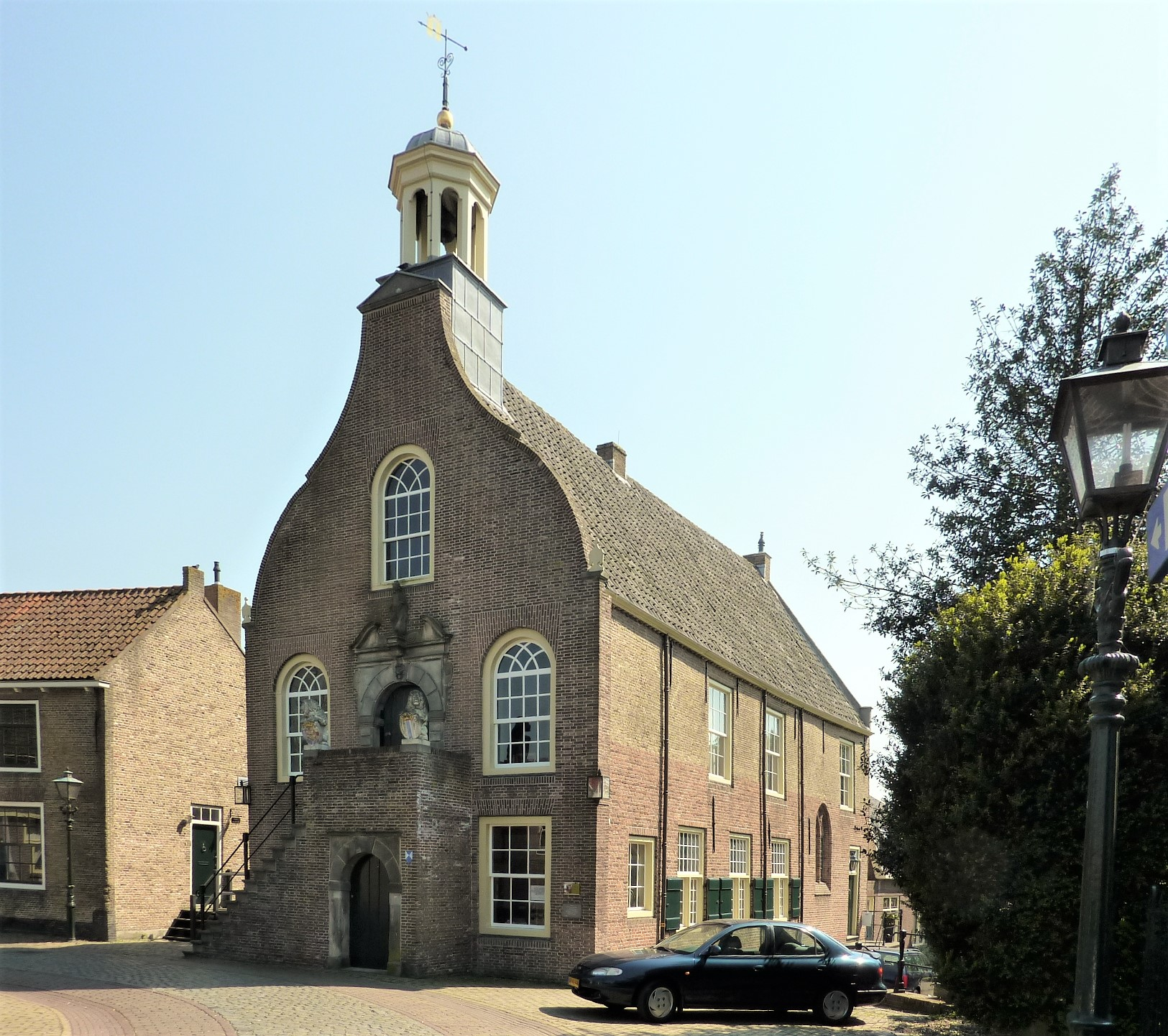
Stadhuis Geervliet

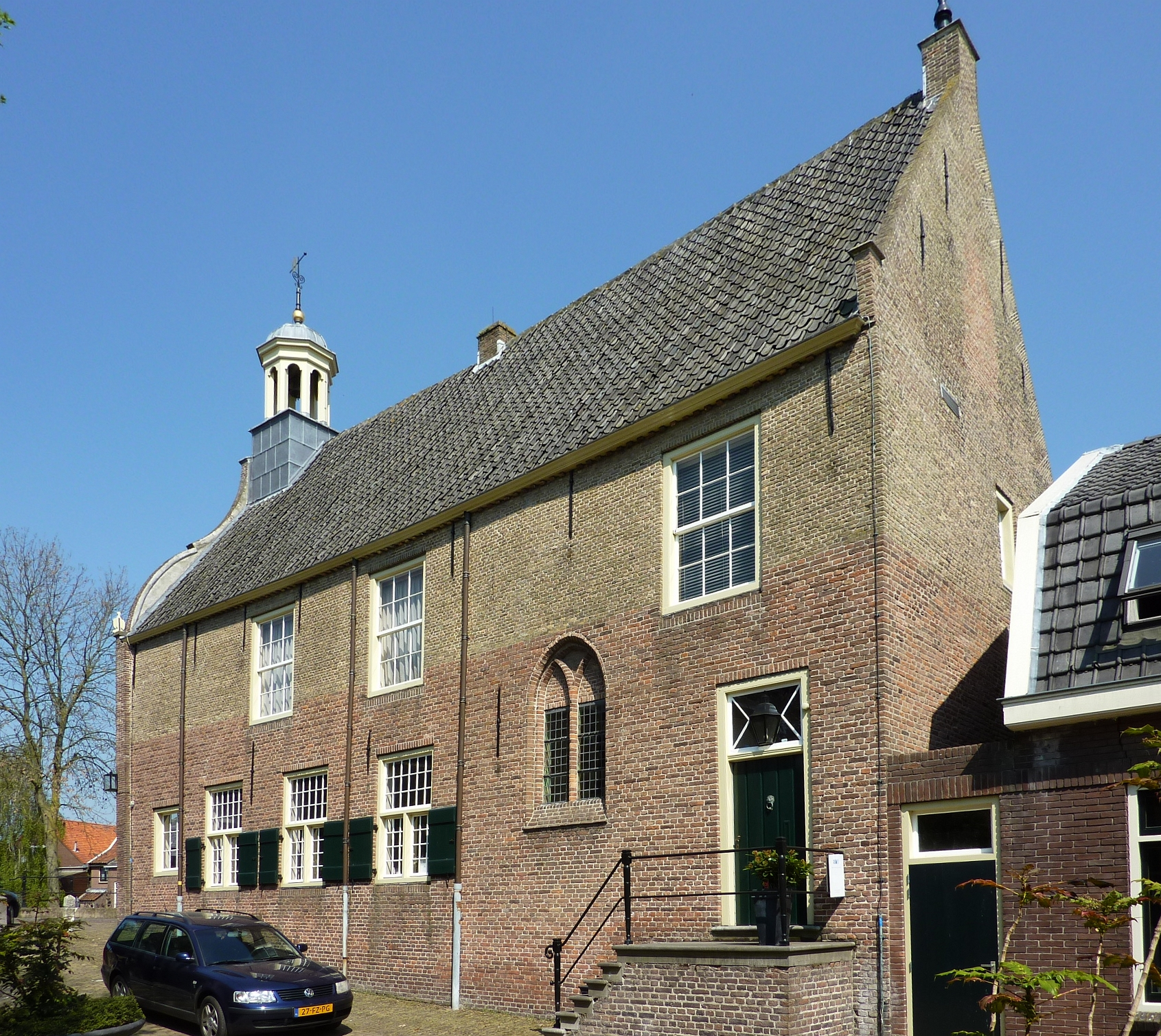
Ansicht von Südwesten

Das Stadhuis ist das ehemalige Rathaus von Geervliet (Gemeinde Nissewaard) in der niederländischen Provinz Südholland. Das Gebäude ist seit 1966 als Rijksmonument eingestuft.

## Geschichte
Das Stadhuis geht in seinen ältesten Bauteilen auf die mittelalterliche Gasthuiskapel (deutsch: Hospitalskapelle) zurück, die 1346 durch Beatrijs van Putten  gestiftet wurde. Heute ist dieser gotische Baubestand noch durch eine Baunaht und an jeweils einem Maßwerkfenster an der West- und Ostseite des Gebäudes erkennbar.
Die Kapelle diente seit dem Beginn des 16. Jahrhunderts als Rathaus und wurde 1633 um ein  Stockwerk erhöht. Im 17. und 18. Jahrhundert wurde das Gebäude weiter ausgebaut. Im Zuge einer Renovierung 1964/66 wurde der Kuppelturm im Stil des 17. Jahrhunderts hergerichtet.